# Economia de Mato Grosso do Sul
A região onde Mato Grosso do Sul está localizado contribui muito para o seu desenvolvimento econômico, pois é vizinho dos grandes centros produtores e consumidores do Brasil: Minas Gerais, São Paulo e Paraná, além de fazer fronteira com dois países sul-americanos (Bolívia e Paraguai), uma vez que se situa na rota de mercados potenciais de toda a zona ocidental da América do Sul e se comunica com a Argentina através da Bacia do Rio da Prata, dando também acesso ao oceano Atlântico e ao Pacífico através dos países andinos, como Bolívia e Chile. A principal área econômica do estado do Mato Grosso do Sul é a do planalto da bacia do Paraná, com seus solos florestais e de terra roxa. Nessa região, os meios de transporte são mais eficientes e os mercados consumidores da região Sudeste estão mais próximos.

## Generalidades
No estado 44,77% da população residente compõe a população economicamente ativa (PEA). Quanto ao rendimento médio das pessoas de dez anos ou mais (1.366.871 habitantes), 55,85% (763.293 habitantes) têm como renda média mensal até um salário-mínimo. Segundo dados da Secretaria de Estado de Finanças, Orçamento e Planejamento de Mato Grosso do Sul (SEFOP), do total de ICMS arrecadado pelo estado, 89,7% provém do comércio, 233.7% da agropecuária, 127,2% de serviços e o restante vem da indústria.

## Setores
Sua economia está baseado na produção rural (animal, vegetal, extrativa vegetal e indústria rural), indústria, extração mineral, turismo e prestação de serviços. Mato Grosso do Sul possui um dos maiores rebanhos bovinos do país.

### Primário
A maior produção agrícola concentra-se na região de Dourados. Nos campos limpos, pratica-se a pecuária de corte, com numeroso rebanho bovino, e os suínos assumem importância nas áreas agrícolas. No Pantanal, a oeste, estão as melhores pastagens do estado.
Destacam-se na atividade agrícola: soja, arroz, trigo, milho, feijão, mandioca, algodão, amendoim cana-de-açúcar e abacaxi. A maior produção agropecuária está concentrada na região de Dourados. A cultura que está sofrendo maior expansão é a cultura da cana-de-açúcar, com destaque para a região dos municípios de Rio Brilhante e Maracaju, região de maior produção de etanol do estado. Nos municípios da região centro-norte, o destaque vai para a cultura da soja e milho. De modo geral, o solo tem boas propriedades físicas, mas propriedades químicas fracas, o que exige a correção de cerca de quarenta por cento da área total com o emprego de calcário.
Mato Grosso do Sul possui ainda o terceiro maior rebanho bovino do país (21,8 milhões de cabeças – 10,9% do nacional). A região de maior produção bovina é a região do Pantanal e nos campos naturais (pampas) da região sudoeste do estado. Possui também rebanhos muares, equinos, asininos e codornas.

### Secundário
Historicamente a indústria no estado não possui grande representatividade em virtude da opção pela agropecuária e extrativismo, porém, com a crise da agropecuária de 2004-2005, o estado se viu na obrigação de mudar sua matriz econômica e passou a investir em infraestrutura e incentivos fiscais para atrair novos empreendimentos.
A maior parte da energia consumida no estado é produzida pela usina hidrelétrica de Jupiá, instalada no rio Paraná, no estado de São Paulo. As indústrias do Mato Grosso do Sul são responsáveis por vinte por cento desse consumo.
A principal atividade industrial do Mato Grosso do Sul é a produção de gêneros alimentícios, seguida da transformação de minerais não-metálicos e da indústria de madeira. Os beneficiamentos de carne bovina e de arroz têm seu centro na capital. Até antes do desmembramento, toda a carne produzida no Mato Grosso era beneficiada no atual Mato Grosso do Sul. Corumbá é o maior núcleo industrial do Centro-Oeste, com indústrias de cimento, fiação, curtume, beneficiamento de cereais e uma siderúrgica que trata o minério do Maciço do Urucum.
O estado possui importantes jazidas de ferro, manganês, calcário, mármore e estanho. Uma das maiores reservas de ferro e manganês do mundo está situado no Maciço do Urucum, localizado no município de Corumbá. As maiores jazidas de calcário estão concentradas nos municípios de Miranda, Bodoquena, Bonito e Bela Vista.
Outro destaque é a silvicultura destinada à produção de carvão vegetal e para a fabricação de celulose e papel, concentrada na leste de Mato Grosso do Sul e, em menor escala, na região de Jardim.

### Terciário

#### Turismo

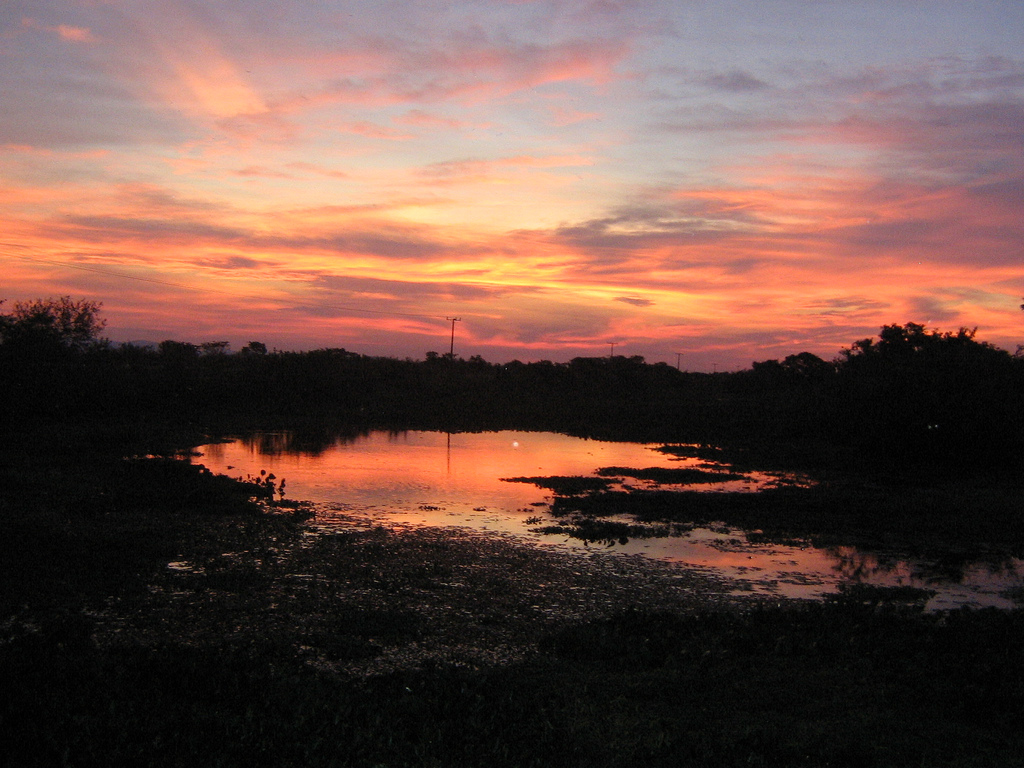
Pôr do sol no Pantanal.

O Mato Grosso do Sul é mundialmente conhecido por sua biodiversidade, encontrada principalmente no Complexo do Pantanal e no Parque Nacional da Serra da Bodoquena. Sua capital é Campo Grande e suas principais cidades turísticas são
- Bonito, Jardim e Bodoquena localizados no Parque Nacional da Serra da Bodoquena;
- Cidades de Corumbá, Aquidauana, Anastácio e Porto Murtinho no Complexo do Pantanal; Ponta Porã e Bela Vista na fronteira com o Paraguai,
- Outras cidades que se destacam são Rio Verde de MS, Dourados, Naviraí e Fátima do Sul.

### Infraestrutura
A infraestrutura econômica existente e a localização geográfica permitem ao estado exercer o papel de centro de redistribuição de produtos oriundos dos grandes centros consumidores para o restante da região Centro-Oeste e a região Norte do Brasil.

#### Corredor bioceânico
As saídas para o Pacífico e Atlântico possuem uma característica única, que as diferenciam das demais. Elas são de molde a proporcionar uma reversão de expectativas em toda a região fronteiriça brasileira situada dentro das suas regiões de influência. Em outras palavras, colocam em situação mais privilegiada em termos de desenvolvimento potencial as regiões mais afastadas dos grandes centros colonizados, tendo em vista que quanto mais afastadas, mais próximas estarão dos portos oceânicos no Pacífico
Entre os produtos a serem exportados da região de influência dos corredores para o Pacífico e Atlântico aqui estudados, abrangendo os Estados ( ou parte deles) de Mato Grosso, Mato Grosso do Sul, Rondônia, Amazonas e Acre, podemos citar: Produtos Agrícolas com ou sem beneficiamento (soja, milho, arroz, açúcar, cacau, café, frutas, etc.), Produção extrativista vegetal (madeira beneficiada, borracha, castanha, etc.), Carne frigorificada (de boi e de frango) e Produtos industrializados.
Chama-se a atenção para o fato de que o transporte de mercadorias por containers reforça a viabilidade destes corredores.

#### Rota do Atlântico
O Paraguai possui boas saídas para o Atlântico através do Brasil, a partir de Campo Grande/Dourados, em direção aos portos de Paranaguá e Santos. Em Paranaguá e Santos existem entrepostos livres, que permitem ao Paraguai exportar diretamente por estes portos sem que as mercadorias deem entrada no Brasil. Conta também com a navegação pelo Rio Paraguai, de Assunção até o Rio da Prata.
A distância entre Campo Grande e Paranaguá é de 1093 km, sendo 265 km em pista dupla. Entre Campo Grande e Santos a distância é de 1032 km, mais de dois terços do percurso sendo em pista dupla.

#### Rota do Pacífico
Saídas rodoviárias para os portos do Pacífico através da Bolívia permitem economizar percurso a partir de zonas produtoras, diminuir os tempos totais de viagem dos produtos, além de promoverem o intercâmbio regional com os países vizinhos, possibilitando o tráfego de mercadorias e passageiros. Sem uma infraestrutura adequada que garanta o transporte internacional e sem energia para as agroindústrias se estabelecerem, os acordos comerciais regionais terão muita dificuldade para prosperar.
Exportando-se pelos portos do Pacífico, os percursos para Yokohama ficam portanto de 5.070 a 7.900 km mais curtos, dependendo das rotas e dos portos visitados, tornando os fretes marítimos mais baixos e diminuindo os tempos de viagem dos produtos. Na rota pelo Canal do Panamá devem ser acrescidos os custos com as tarifas de passagem pelo Canal e eventual transbordo em São Francisco.
Sem adequadas saídas para o Pacífico, o Brasil perde valiosas rotas para participar deste comércio crescente. Além disto, estas saídas facilitariam também o intercâmbio com a costa oeste dos EUA, bem como impulsionariam o comércio regional na América do Sul.
Os produtos brasileiros oriundos de Mato Grosso do Sul, Mato Grosso, Rondônia, Acre e Amazonas (parte sul), atualmente exportados pelos portos do Atlântico, estão com a sua competitividade ameaçada. Além dos longos percursos rodoviários, a má conservação das estradas está causando o encarecimento dos fretes. Por outro lado, as tarifas portuárias em Santos e em outros portos do litoral brasileiro são consideradas muito altas para padrões mundiais, além do congestionamento verificado.
Rodovias
Partindo de Campo Grande, no entroncamento das rodovias BR-060, BR-163 e BR-262, prossegue-se em direção oeste até o acesso a Aquidauana, por 136 km. Daí segue margeando o Pantanal Matogrossense por 69 km até Miranda. O trecho de Miranda até a travessia do rio Paraguai tem 148 km, atravessando o Pantanal, e demandou vários anos de custosos trabalhos de consolidação do leito estradal.
Na travessia do rio Paraguai há uma ponte de cerca de 2 km com um pedágio, que termina em Porto Morrinho. A partir deste ponto, a rodovia toma a direção norte por 643 km até a base naval de Ladário, na margem direita do mesmo rio. O percurso também é feito através do Pantanal mas com leito já consolidado. De Ladário até Corumbá são apenas 4 km em pista dupla e daí até a fronteira Brasil-Bolívia mais 6 km. Resumindo, de Campo Grande até a fronteira com a Bolívia são 431 km, pavimentados.
Em território boliviano, a partir da localidade fronteiriça de Puerto Suarez, a rodovia está em precárias condições. Há planos para se asfaltar esta rodovia, que integra um corredor de exportação da Bolívia. O percurso entre Puerto Suarez e Santa Cruz tem 659 km, sendo que somente os últimos 58 km (Pailón-Santa Cruz) são pavimentados. A principal cidade atravessada é San José de Chiquitos. A partir de Santa Cruz existem rodovias pavimentadas até o Pacífico. O melhor corredor sai de Santa Cruz com rumo norte até Guabirá, num percurso de 60 km. Em Guabirá entronca-se com o corredor Cuiabá – Bolívia – Pacífico, já descrito anteriormente.
Em resumo, a partir de Puerto Suarez até o Pacífico pela opção mais curta, ou seja, a que demanda o porto de Arica, são 1.797 km. A distância total de Campo Grande e Arica é de 2.228 km.
Ferrovias
Com 1,00 m de bitola (antiga EFNOB – Estrada de Ferro Noroeste do Brasil), ligando Bauru, SP a Campo Grande e Corumbá, e um ramal entre Campo Grande e Ponta Porã, fronteira com o Paraguai, num total de 1.621 km de trilhos. Em Bauru faz conexão com a malha da Ferroban (antiga FEPASA), que dá acesso ao porto de Santos, na mesma bitola, através do ramal de Mairinque.
Entre Corumbá e Santa Cruz encontra-se em operação uma ferrovia do sistema ferroviário boliviano, a Red Oriental, (antiga Estrada de Ferro Brasil – Bolívia), com 643 km e bitola de 1,00 m, também privatizada recentemente. Segundo informações, não há tráfego mútuo entre estas 2 ferrovias que encontram-se em Corumbá. É necessário fazer-se o transbordo das mercadorias de um trem para o outro, com passagem pela alfândega.
Navegação Fluvial
Corumbá é um importante porto no rio Paraguai e existe navegação fluvial com bom calado (acima de 2,00 m) para comboios de chatas no rumo sul até o rio da Prata, passando por Porto Murtinho, MS e Assunção, Paraguai. No rumo norte, em direção a Cáceres, MT, a navegação sofre inúmeras restrições.
Em resumo, de acordo com as várias opções portuárias no Pacífico já examinadas, temos as seguintes possibilidades de percurso nesta Rota, com as respectivas extensões:
Alternativas Mistas (Ferrovia + Rodovia)
O trecho rodoviário Campo Grande – Corumbá – Santa Cruz possui 1.090 km. Por outro lado, a extensão de ferrovia para cobrir o mesmo trecho é de 1.114 km. O percurso rodoviário equivalente ao ferroviário (em termos de custo de transporte) é de 1.114 x 0,514 = 573 km. Assim sendo, pode-se considerar que, usando-se a ferrovia em vez da rodovia neste trecho, teremos uma economia teórica de: 1.090 – 573 km = 517 km.

## Municípios e regiões
A maior economia do estado é Campo Grande com um PIB de mais de R$ 20 bi, seguido de Três Lagoas (R$ 6,5 bi), Dourados (R$ 5,6 bi), Corumbá (R$ 2,8 bi), Ponta Porã e Maracaju (R$ 1,7 bi), Selvíria (R$ 1,6 bi), Rio Brilhante e Nova Andradina (R$ 1,4 bi), Naviraí (R$ 1,2 bi), Chapadão do Sul (R$ 1,1 bi) e por fim Sidrolândia, Costa Rica e São Gabriel do Oeste, com PIB de pouco mais de R$ 1 bi cada. Ao todo soma-se 14 municípios estaduais com PIB acima de 1 bilhão de reais.

### Regiões de Planejamento
- Bolsão
- Campo Grande
- Cone-Sul
- Grande Dourados
- Norte
- Pantanal
- Serra da Bodoquena/Sudoeste
- Sul-Fronteira
- Vale do Ivinhema/Leste